# Gholamreza Pahlavi

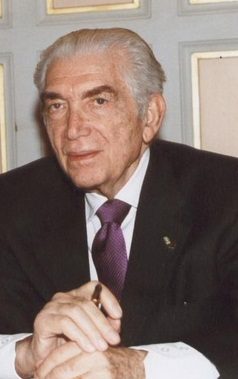
Gholamreza Pahlavi (Juni 2007)

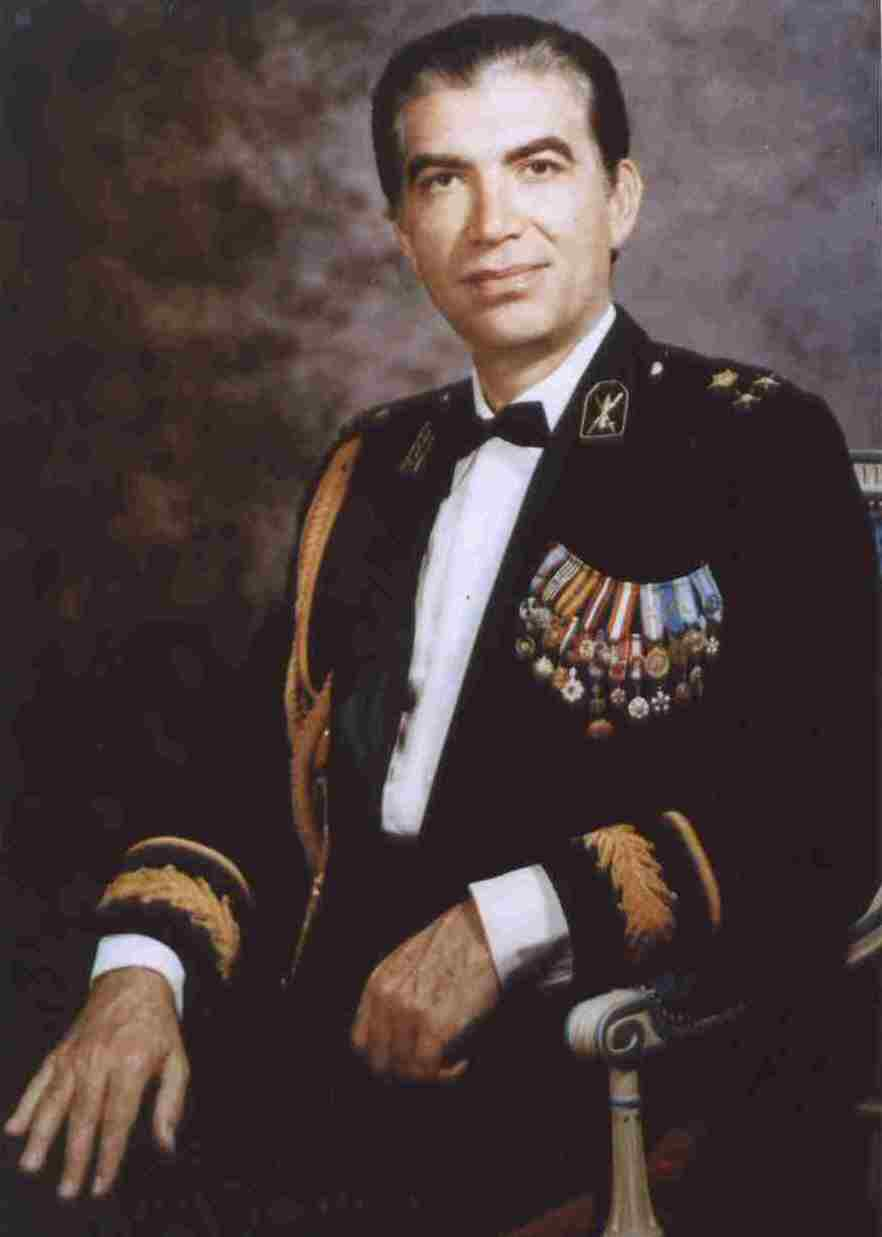
Gholamreza Pahlavi, 1970er Jahre

Gholamreza Pahlavi (* 15. Mai 1923 in Teheran; † 7. Mai 2017 in Paris) war ein iranischer General.

## Leben
Gholamreza Pahlavi war der Sohn von Reza Schah Pahlavi und dessen dritter Ehefrau Turan Amir Soleimani. Seine Halbbrüder waren Mohammad Reza Pahlavi und Ali Reza; seine Halbschwestern waren Ashraf Pahlavi und Shams Pahlavi, die aus der zweiten Ehe von Reza Schah Pahlavi mit Tadj ol-Molouk stammen. Pahlavi studierte an der Princeton University. Danach absolvierte er eine militärische Ausbildung im Iran. 1955 wurde er Mitglied des Internationalen Olympischen Komitees. Er war Präsident des Nationalen Olympischen Komitees Iran. Seit der Iranischen Revolution im Jahre 1979 lebte Gholamreza Pahlavi in Frankreich.
In erster Ehe war er von 1947 bis 1956 mit Homa Aalam  verheiratet. In zweiter Ehe war er seit 1962 mit Manijeh Jahanbani verheiratet. Er hatte fünf Kinder.

## Werke (Auswahl)
- 2005: Mon père, mon frère, les Shahs d’Iran

## Preise und Auszeichnungen (Auswahl)
- Iran: Großkreuz des Orden der Pahlavi
- Iran: Ehrenorden
- Iran: Orden von Rastachiz
- Spanien: Orden de Isabel la Católica, 1978
- Afghanistan: Orden der Aufgehenden Sonne, Erster Klasse